# Zolnay Vilmos (nyelvész)
Zolnay Vilmos, teljen nevén Zolnay Vilmos József Károly (Budapest, 1890. január 31. – 1984. szeptember 10.) magyar nyelvész; Zolnay Vilmos (1913–1983) író, kultúratörténész, kritikus apja.

## Életpályája
Apja (id. Zolnay Vilmos) a lágymányosi dohánygyár igazgatója volt; királyi, majd miniszteri tanácsos, anyja Kovács Zelma volt. Zolnay Vilmos Budapesten végzett egyetemi (jogi) tanulmányokat. 1907-ben állami szolgálatba lépett és 1925-ig a m. kir. dohányjövedéknél szolgált. Első könyve 1927-ben jelent meg (Magyar történelmi anekdoták. Bp.). Ezt megelőzőleg több dohánnyal foglalkozó cikk, ismertetés, könyv munkatársa volt. Apróbb cikkei jelentek meg a Pesti Hirlap-ban, a Magyar Detektiv, a Literatura és a Magyar Nyelvőr folyóiratokban. Önálló munkái még: A kártya története és a kártyajátékok. Bp., 1928; A bridge-rummy szabályai. Bp., 1929.
Zolnay Vilmosra egy nyelvész ismerőse, Kovalovszky Miklós így emlékezik: „1952-től dolgozott a Nagyszótár gyűjtésében, onnan ismertem. Valami embermentő összeesküvés egy sereg kiebrudalt embert gyűjtött össze (jónevű újságírók, tanárok stb.) s juttatott létalaphoz (tessék megnézni az értelmező szótár munkatársainak névsorát). Z. V. akkortájt 60 körüli lehetett, élénk, szellemes, sőt fölényesen csípős humorú, szinte piperkőc eleganciájú úriember. A dohányjövedéknél vagy a budafoki úti dohánygyárban volt (fő?) tisztviselő. Hozzánk kerülését nyilván műkedvelő nyelvészkedésének köszönhette, kultúrtörténeti tájékozottsága mellett. A régi Magyar Nyelvőrben jelentek meg cikkei, s kártya-szakkönyveket írt. Pesti aranyifjúként kitűnően ismerte a »békebeli«, társasági életet, az al- és félvilágot. Ez késztette a fattyúnyelvi gyűjtésre, mert tevékeny szellemét mindvégig megőrizte. Szerencsésen akadt egy társa, a házban lakó Gedényi, szintén félreállított »szakfordító«, aki filológusként hasznosan segített a munkában. A többkötetes gépiratot nagy könyvtáraknak adták el, szerencsére így közkincs lehet, kiadás híján is. Vili bácsi még a 80-as években is, 90 évesen, följárt hozzánk »csevegni«, a Vár-beli intézetbe.” (Kovalovszky Miklós levele, 1995. október 13.).
Zolnay első igazgatója volt az 1923–1930 között működött Film-Clubnak is.
1913. február 1-jén Budapesten házasságot kötött Strobentz Rudolf Péter és Hirsch Emília lányával, Margit Erzsébettel. 1915-ben elváltak. Második felesége Janoncsik Péter és Klimek Ágnes lánya, Anna volt, akit Budapesten, az I. kerületben vett nőül 1921. október 22-én. 1936-ban tőle is elvált.
Tudományos munkásságának legjelentősebb nyelvészeti területe a fattyúnyelv (szleng) Gedényi Mihállyal közösen végzett kutatása, több fattyúnyelvi szótár összeállítása.

## Művei
- Magyar történelmi anekdóták; összegyűjt. Zolnay Vilmos, sajtó alá rend. Komáromi János, Egyetemi Ny., Bp., 1927
- A kártya története és a kártyajátékok; Pfeifer, Bp., 1928
- A bridge-rummy szabályai; Tolnai József, Bp., 1929
- Zolnay Vilmos–Gedényi Mihály: A magyar fattyúnyelv szótára, 1-20.; s.n., Bp., 1945-1962
- Zolnay Vilmos–Gedényi Mihály: A magyar fattyúnyelv szótára; s.n., Bp., 1961
- Zolnay Vilmos–Gedényi Mihály: A magyar fattyúnyelv szótára. Pótlás, 1-3.; s.n., Bp., 1967
- Zolnay Vilmos–Gedényi Mihály: A magyar fattyúnyelv szótára, 1-4.; s.n., Bp., 1970
- Zolnay Vilmos–Gedényi Mihály: A régi Budapest a fattyúnyelvben; szerk. Fazakas István, Kis Tamás; Fekete Sas, Bp., 1996
- Járom a pesti utcát; bev. Saly Noémi, szövegvál. Buza Péter, jegyz., képvál. Fodor Béla; Budapesti Városvédő Egyesület–FSZEK, Bp., 2008 (Budapest könyvek)